# I Don't Wanna Wait
I Don’t Wanna Wait” este o piesă a DJ-ului francez David Guetta și a trupei americane OneRepublic, lansată pe 5 aprilie 2024 prin What a DJ și Warner Music UK. Guetta și solistul OneRepublic, Ryan Tedder, au scris piesa împreună cu Michael Pollack, Aldae⁠(d), Brent Kutzle, Jakke Erixson, Josh Varnadore, Tyler Spry și Timofey Reznikov, în timp ce Guetta, Kutzle, Spry, Erixson și Renizkov au produs-o. Este inclusă pe ediția deluxe a celui de-al șaselea album de studio al lui OneRepublic, Artificial Paradise. Piesa preia melodia Dragostea Din Tei a grupului moldovenesc Eurodance O-Zone.

## Context
„I Don’t Wanna Wait” a fost prezentată în premieră în timpul setului lui Guetta la Ultra Music Festival⁠(d) din Miami, pe 23 martie 2024, cu Tedder alăturându-se lui pe scenă pentru a cânta piesa.

## Videoclip
Videoclipul a fost lansat pe 25 aprilie 2024 și include imagini din interpretarea lui Guetta a piesei la Ultra Music Festival, intercalate cu povestea unui cuplu într-o noapte în oraș.
 

## Grafice
| Chart (2024)                           | Peak position |
| -------------------------------------- | ------------- |
| Australia (ARIA)                       | 57            |
| Australia Dance (ARIA)                 | 6             |
| Belarus Airplay (TopHit)               | 15            |
| Bulgaria (PROPHON)                     | 4             |
| Denmark (Tracklisten)                  | 19            |
| Estonia Airplay (TopHit)               | 4             |
| Finland (Suomen virallinen radiolista) | 5             |
| France (SNEP)                          | 13            |
| Greece International (IFPI)            | 93            |
| Israel (Media Forest)                  | 2             |
| Italy (FIMI)                           | 71            |
| Japan Hot Overseas (Billboard Japan)   | 8             |
| Kazakhstan Airplay (TopHit)            | 10            |
| Latvia Airplay (LAIPA)                 | 14            |
| Lithuania (AGATA)                      | 53            |
| Lithuania Airplay (TopHit)             | 7             |
| Luxembourg (Billboard)                 | 5             |
| Moldova Airplay (TopHit)               | 11            |
| New Zealand Hot Singles (RMNZ)         | 10            |
| Norway (VG-lista)                      | 19            |
| Poland (Polish Airplay Top 100)        | 10            |
| Poland (Polish Streaming Top 100)      | 41            |
| Romania Airplay (TopHit)               | 27            |
| Russia Airplay (TopHit)                | 6             |
| Sweden (Sverigetopplistan)             | 12            |
| Turkey (Radiomonitor Türkiye)          | 2             |
| Ukraine Airplay (TopHit)               | 65            |

| Chart (2024)                | Position |
| --------------------------- | -------- |
| Belarus Airplay (TopHit)    | 20       |
| CIS Airplay (TopHit)        | 7        |
| Estonia Airplay (TopHit)    | 8        |
| Kazakhstan Airplay (TopHit) | 19       |
| Latvia Airplay (TopHit)     | 8        |
| Lithuania Airplay (TopHit)  | 7        |
| Moldova Airplay (TopHit)    | 41       |
| Romania Airplay (TopHit)    | 24       |
| Russia Airplay (TopHit)     | 12       |
| Ukraine Airplay (TopHit)    | 84       |

## Certificări
| Regiune                                                    | Certificări | Vânzări  |
| ---------------------------------------------------------- | ----------- | -------- |
| Australia (ARIA)                                           | Gold        | 35.000^  |
| Austria (IFPI Austria)                                     | Gold        | 15.000x  |
| Canada (Music Canada)                                      | Platinum    | 10.000^  |
| Danemarca (IFPI Denmark)                                   | Gold        | 0^       |
| Franța (SNEP)                                              | Gold        | 150.000* |
| Spania (PROMUSICAE)                                        | Gold        | 20.000^  |
| Elveția (IFPI Switzerland)                                 | Gold        | 15.000x  |
| Regatul Unit (BPI)                                         | Silver      | 200.000^ |
| xcifrele nespecificate sunt bazate pe un singur certificat |             |          |